# Karigaila
Karigaila (nach katholischen Riten getauft, bekam den Namen Kazimieras; † 16. September 1390 in Vilnius) war ein litauischer Herzog aus der Gediminiden-Dynastie, der Sohn des litauischen Großherzog Algirdas und der Uljana von Twer. Er war Herzog von Mszislau. Im März 1386 wurde er in Krakau getauft.
Im März/April 1386 half er, die zweite Rebellion seines ältesten Bruders, des Herzogs von Polazk Andrius, gegen einen anderen Bruder, den Großherzog von Litauen Jogaila, zu unterdrücken.
Am 18. April 1386 besiegte er mit Hilfe von Skirgaila, anderen Brüdern und Vytautas die Armee von Sviatoslav IV Ivanovich, dem Fürsten von Smolensk (der Andrius unterstützte, der in dieser Schlacht getötet wurde), die Mstislav angriff.
1390 leitete er die Verteidigung der gebogenen Burg von Vilnius gegen den Deutschen Orden und die Armeen von Vytautas, die zu dieser Zeit aufgrund von Kämpfen mit Jogaila auf die Seite des Ordens rückten. Er starb im Kampf und ist mit seinem Bruder Vygantas in der Kathedrale von Vilnius begraben.